# Partito Socialista (Senegal)
Il Partito Socialista (in francese Parti Socialiste - PS) è un partito politico socialdemocratico fondato in Senegal nel 1976 da Léopold Sédar Senghor, presidente della Repubblica dal 1960 al 1980.
Nel 1948 Senghor aveva dato vita al Blocco Democratico Senegalese (Bloc Démocratique Sénégalais - BDS), mettendo in atto una scissione all'interno della Sezione Francese dell'Internazionale Operaia; in essa era confluito, nel 1938, lo storico Partito Socialista Senegalese, fondato nel 1934 da Lamine Guèye.
Nel 1957 il BDS prese il nome di Blocco Popolare Senegalese (Bloc Populaire Sénégalais - BPS) e l'anno successivo quello di Unione Progressista Senegalese (Union Progressiste Sénégalaise - UPS), per assumere infine l'attuale denominazione nel 1976.
Il partito, dopo l'era di Senghor, fu guidato da Abdou Diouf, Presidente della Repubblica dal 1981 al 2000. Segretario del PS dal 1996 al 2019 è stato Ousmane Tanor Dieng.
Dopo la sconfitta alle elezioni parlamentari del 2001 e a quelle del 2007, il partito ha aderito, in occasione delle elezioni parlamentari del 2012, alla coalizione Benno Bokk Yaakaar del Presidente in carica Macky Sall, già primo ministro dal 2004 al 2007, che aveva abbandonato il Partito Democratico Senegalese per fondare l'Alleanza per la Repubblica. A seguito dell'accordo, i socialisti sono entrati nella compagine di governo.
Dal 2012 la coalizione ha espresso i governi di Abdoul Mbaye (2012-2013), Aminata Touré (2013-2014), Mohammed Dionne (2014-2019), Amadou Ba (2022- marzo 2024) e Sidiki Kaba (marzo-aprile 2024)

## Risultati
| Elezione          | Voti                  | %                     | Seggi                 |
| ----------------- | --------------------- | --------------------- | --------------------- |
| Parlamentari 1978 | 790.799               | 81,74                 | 82 / 100              |
| Parlamentari 1983 | 862.713               | 79,94                 | 111 / 120             |
| Parlamentari 1988 | 794.559               | 71,34                 | 103 / 120             |
| Parlamentari 1993 | 601.886               | 56,52                 | 84 / 120              |
| Parlamentari 1998 | 612.559               | 50,2                  | 93 / 140              |
| Parlamentari 2001 | 326.126               | 17,4                  | 10 / 120              |
| Parlamentari 2007 | Boicottate            | Boicottate            | Boicottate            |
| Parlamentari 2012 | in Benno Bokk Yaakaar | in Benno Bokk Yaakaar | in Benno Bokk Yaakaar |
| Parlamentari 2017 | in Benno Bokk Yaakaar | in Benno Bokk Yaakaar | in Benno Bokk Yaakaar |
| Parlamentari 2022 | in Benno Bokk Yaakaar | in Benno Bokk Yaakaar | in Benno Bokk Yaakaar |
|                   |                       |                       |                       |